# Виноделие в Словении
Виноделие (vinarstvo) начало активно развиваться в Словении с XII века. К концу XX века Словения вышла на 10-е место в мире по производству вина на душу населения.
Ежегодно 11 ноября отмечается день Св. Мартина, проводятся фестивали.

## Основные регионы виноделия
Основные винодельческие области Словении, отличающиеся по микроклимату, составу почвы и способам производства вина: Podravje (Подравье), Posavje (Посавье) и Primorje (Приморье).

## Культивируемые сорта винограда
Основные сорта винограда: белые вина — Рислинг рейнский, Рислинг ласский (он же Грашевина), Траминец, Совиньон, Семильон, Фурланский токай, Шипон; красные — Мерло, Франковка черная, Крашский Теран (автохтонный сорт винограда).
В 2015 году винный эксперт Стивен Спурье в обзоре для журнала «Decanter» включил в ТОП-5 десертное вино из заизюмленной Риболлы — «Leonardo 2009», винодела Марьяна Симчича.

## Национальная классификация вин
Производится ок. 900 000 гл красного и белого вина в год, при этом две трети составляют Vrhunsko vino (высококачественные вина без добавления сахара) и Kakovostno vino ZKGP (с контролируемым географическим происхождением), а ещё треть — Namizno vino (столовые, не экспортируются).
Площадь виноградников — ок. 23 000 га.
Вкус и букет словенских вин напоминает вина Италии, Франции, Испании, Португалии и Германии, но есть и уникальные.
Контроль качества осуществляет Poslovna skupnost za vinogradnistvo in vinarstvo Slovenije (Общество виноградства и виноделия Словении). Разрешается вывоз только маркированного вина. Использование импортных виноматериалов запрещено.

## Национальные термины
Обозначения на этикетках: zelo suho — брют (для игристых вин), suho — сухое, polsuho — полусухое, polsladko — полусладкое, sladko — сладкое.